# Pterocheilus anatolicus
Pterocheilus anatolicus är en stekelart som beskrevs av Bl. Pterocheilus anatolicus ingår i släktet palpgetingar, och familjen Eumenidae. Inga underarter finns listade i Catalogue of Life.